# Coproporfirinogênio I
Coproporfirinogênio I é um isômero de coproporfirinogênio III, um intermediário metabólico na biossíntese normal de heme. Coproporfirinogênio I é produzido em menores quantidades em porfiria aguda intermitente.

## Contexto biossintético
O tetrapirrol chamado hidroximetilbilano é normalmente convertido pela ação de uroporfirinogênio III sintase a uroporfirinogênio III. Uroporfirinogênio III é posteriormente convertido em coproporfirinogênio III e depois a heme. Se, entretanto, uroporfirinogênio III sintase não está presente, hidroximetilbilano irá espontaneamente ciclar-se em uroporfirinogênio I, o qual é então convertido em coproporfirinogênio I, também por uroporfirinogênio III decarboxilase.
A diferença entre coproporfirinogênio I e III é o arranjo dos quatro grupos carboxietil (grupos "P") e os quatro grupos metil (grupos "Me"). Coproporfirinogênio I tem a sequência MeP-MeP-MeP-MeP, enquanto em coproporfirinogênio III um grupo MeP é revertido e resulta num arranjo MeP-MeP-MeP-PMe.